# Ohuime
Ohuime är en ort i Mexiko.   Den ligger i kommunen Ahome och delstaten Sinaloa, i den västra delen av landet, 1 300 km nordväst om huvudstaden Mexico City. Ohuime ligger 12 meter över havet och antalet invånare är 176.
Terrängen runt Ohuime är platt. Runt Ohuime är det ganska tätbefolkat, med 83 invånare per kvadratkilometer. Närmaste större samhälle är Higuera de Zaragoza, 1,1 km öster om Ohuime. Trakten runt Ohuime består till största delen av jordbruksmark.